# Auguste-Eugène Muterse
Auguste-Eugène Muterse est un ingénieur français des Eaux et Forêts qui aménagea le massif de l'Esterel. Il est né le 26 février 1851 à Antibes et décède dans la même ville le 13 décembre 1922,.

## Biographie
Il est le fils de Marie-Henriette Guide et d'Auguste Muterse, capitaine de la Marine française. Il se marie à Félicie Raibaud, fille de Félix Raibaud maire d'Antibes.
En 1872, il est reçu au concours de l'École nationale forestière et commence ses études le 7 novembre à Nancy. Le 3 octobre 1874, il est nommé au grade de sous-lieutenant du corps des chasseurs forestiers. Il est alors nommé inspecteur des Eaux et Forêts dont il quittera la charge le 16 avril 1904 après une carrière de 31 ans,.

## Œuvre
Son œuvre majeure fut de rendre accessible le massif de l’Estérel, chose faite à la fin de sa vie professionnelle.  L'administration le nomma alors pour ce projet Inspecteur général à Nice. Les travaux durèrent seize années. Pour son œuvre, il fut comparé à Claude-François Denecourt. Édouard-Alfred Martel dit de lui que c'était un « forestier de génie »,.
Avec méthode, il viabilise l'ensemble de l'Estérel :
Des routes sont créées pour non seulement favoriser l'économie forestière mais aussi pour permettre sa visite grâce au tourisme naissant. Ces routes carrossables sont organisées en fonction des courbes de niveau sur trois étages afin de favoriser une circulation aisée.
La garde et l'entretien du massif est à la charge des employés des maisons forestières qui quadrillent la montagne et sont au nombre de seize,. Chaque maison abritait deux habitations, une pour un forestier et une autre pour le cantonnier. Ces maisons vivaient en autarcie grâce à la culture en restanques,  aux citernes d'eau de pluie et à un four à pain.
Le téléphone est aussi déployé favorisant la surveillance du massif.
Ce bâtisseur aménagea 407 kilomètres de route  (sans parler des sentiers) et 405 km de pare-feu,,. Le but était l'exploitation économique de la forêt mais aussi la préservation de cette ressource contre les incendies et la protection de la faune vis-à-vis du braconnage. Sa vision était de créer un futur parc national.
Un tel effort d'aménagement se retrouve, en 1913, sur l'île des Monts Déserts où John D. Rockefeller Jr fut lui aussi l'architecte de l'aménagement de routes forestières pour une grande partie de cette île du Maine reconvertie en Parc National : Acadia NP.
Le 25 Juin 1949, l'architecte de l'Estérel fut honoré par une plaque commémorative posée au col de l'Aire de l'Olivier sur laquelle on peut lire :

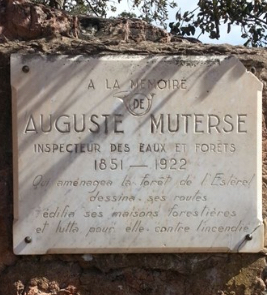
Stèle Auguste-Eugène Muterse. Estérel

« Qui aménagea la forêt de l'Esterel, dessina ses routes, édifia ses maisons forestières et lutta pour elle contre l'incendie. »
La route des cols de l'Estérel porte aussi son nom.